# 1029

## Родени
- Алп Арслан, селджукски султан